# José Djô
José Djô (Bissau, 17 de dezembro de 1958) é um político da Guiné Bissau. Foi Secretário de estado do Tesouro entre 2005 e 2007. É membro do Partido Africano para a Independência da Guiné e Cabo Verde.

## Biografia
Obteve o diploma de Contabilidade Financeira no State University of New York, em Delhi, Nova Yorque, Estados Unidos da América. De 1999/2002, assessor para a área de Tesouro. De 2005 a 2007, nomeado Secretário de Estado de Tesouro. De 2008 a 2009, nomeado novamente Secretário de Estado de Tesouro. Foi vice-presidente do Conselho de Administração da Assembleia Nacional Popular. Em junho de 2014, nomeado para ocupar a função do Secretário de Estado do Tesouro no governo de Domingos Simões Pereira  e no do  Carlos Correia ocupa a mesma função. Foi eleito deputado de 2008 a 2014  pela lista do PAIGC, no círculo eleitoral de Safim. Voltou a ser nomeado Secertário do Estado do Orçamento em 2019 no governo de Aristides Gomes.